# 김승섭 (축구 선수)
김승섭(金承燮, 1996년 11월 1일 ~ )는 대한민국의 축구 선수로, 포지션은 왼쪽 윙어, 오른쪽 윙어, 공격형 미드필더이며, 제주 유나이티드 소속으로 현재 김천 상무로 군 복무 중이다.

## 클럽 경력
2018 시즌을 앞두고 대전 시티즌에 자유선발로 입단하며 프로 무대에 입문하였으며, 부천 FC와의 리그 개막전을 통해 프로 데뷔전을 치렀다. 2018년 4월 14일, 아산 무궁화 FC전을 통해 프로 데뷔골을 성공시켰다.
2023 시즌을 앞두고 제주 유나이티드에 입단했다.